# Maxim Wladimirowitsch Turow
Maxim Wladimirowitsch Turow (russisch Максим Владимирович Туров, beim Weltschachbund FIDE Maxim Turov; * 7. Dezember 1979 in Gukowo) ist ein russischer Schachmeister.

## Leben
Turow besuchte erstmals einen Schachklub in Gukowo, als er fünf Jahre alt war. Er studierte am Rostower Institut für Automatisierung und Maschinenbautechnologie. Inzwischen lebt er in Sankt Petersburg und ist verheiratet mit Irina Turowa (geborene Slawina), die neben dem Titel einer Großmeisterin der Frauen (WGM) auch den eines Internationalen Meisters (IM) trägt.
Turow siegte oder belegte vordere Plätze in vielen Turnieren: 1. Platz beim First Saturday GM Turnier Budapest (November 1996), 2. Platz beim First Saturday GM Turnier Budapest (August 1997), 3. Platz bei der russischen U-20-Juniorenmeisterschaft in Sotschi (1998), 1. Platz beim COQ Open in Québec (2001), 1. Platz beim 28. Elekes Memorial in Budapest (2003),  2. Platz beim First Saturday GM Turnier Budapest (Juni 2003), 2. Platz beim First Saturday GM Turnier Budapest (Dezember 2005), 1. Platz beim Dutch Open in Dieren (2005 und 2011), 1. Platz beim Open Polar Circle in Salechard (2008), 1. Platz beim BDO-A Turnier in Haarlem (2008) und 1. Platz beim 2. Open in Chennai 2010. Im Januar 2012 gewann er die C-Gruppe des Tata-Steel-Schachturniers mit 10,5 Punkten aus 13 Partien. 
Turow trägt seit 1996 den Titel Internationaler Meister, den Großmeister-Titel erhielt er im Jahr 1999.

## Vereine
In der russischen Mannschaftsmeisterschaft spielte Turow 1996 für Don-Sdjuschor Rostow am Don, 2006, 2008 und 2009 für die Mannschaft von Sankt Petersburg, mit der er auch 2008 und 2009 am European Club Cup teilnahm.
In der österreichischen Bundesliga spielte er in der Saison 2010/11 für den SK Advisory Invest Baden, in der norwegischen Eliteserien in der Saison 2014/15 für den Tromsø Sjakklub.